# Жоао Соза (португалски тенисер)
Жоао Педро Коељо Марињо де Соза (порт. João Pedro Coelho Marinho de Sousa; рођен 30. марта 1989. године у Гимараису), познатији као Жоао Соза, је тенисер из Португалије, који је свој најбољи пласман у синглу достигао 16. маја 2019. када је заузимао 28. место на АТП листи. Има освојене четири титуле у каријери из дванаест финала.
На турниру у Куала Лумпуру 2013. је дошао до своје прве АТП титуле када је у финалу победио Француза Жилијена Бенетоа после три сета игре. На тај начин је постао први играч из Португалије који је победио у АТП финалу. Другу титулу је освојио 2015. у Валенсији, а ривал у финалу му је био Шпанац Баутиста Агут који је савладан такође у три сета. Прву титулу на шљаци и трећу у каријери осваја у Есторилу 2018. а у финалу је био бољи од Американца Тијафоа. Тако је постао први Португалац који је освојио АТП титулу на домаћем тлу. Почетком 2022. долази до титуле на турниру у индијској Пуни где је победио дебитанта у АТП финалима, Финца Емила Русуворија.
У конкуренцији парова највећи успех му је пласман у полуфинале Отвореног првенства Аустралије 2019. где је са Аргентинцем Мајером поражен од комбинације Континен/Пирс.

## Финала АТП мастерс 1000 серије

### Парови: 1 (0:1)
| Исход     | Бр. | Година | Турнир | Подлога | Партнер            | Противници                        | Резултат         |
| --------- | --- | ------ | ------ | ------- | ------------------ | --------------------------------- | ---------------- |
| Финалиста | 1.  | 2018.  | Рим    | Шљака   | Пабло Карењо Буста | Хуан Себастијан Кабал Роберт Фара | 6:3, 4:6, [4:10] |

## АТП финала

### Појединачно: 12 (4:8)
| Легенда                        |
| ------------------------------ |
| Гренд слем турнири (0:0)       |
| Завршно првенство сезоне (0:0) |
| АТП мастерс 1000 (0:0)         |
| АТП 500 (0:0)                  |
| АТП 250 (4:8)                  |

| Финала по подлози |
| ----------------- |
| Тврда (3:3)       |
| Шљака (1:5)       |
| Трава (0:0)       |

| Финала по локацији |
| ------------------ |
| Отворено (2:6)     |
| Дворана (2:2)      |

| Исход     | Бр. | Датум               | Турнир                  | Подлога   | Противник        | Резултат                |
| --------- | --- | ------------------- | ----------------------- | --------- | ---------------- | ----------------------- |
| Победник  | 1.  | 29. септембар 2013. | Куала Лумпур, Малезија  | Тврда (д) | Жилијен Бенето   | 2:6, 7:5, 6:4           |
| Финалиста | 1.  | 13. јул 2014.       | Бостад, Шведска         | Шљака     | Пабло Куевас     | 2:6, 1:6                |
| Финалиста | 2.  | 21. септембар 2014. | Мец, Француска          | Тврда (д) | Давид Гофен      | 4:6, 3:6                |
| Финалиста | 3.  | 23. мај 2015.       | Женева, Швајцарска      | Шљака     | Томаз Белучи     | 6:7(4:7), 4:6           |
| Финалиста | 4.  | 26. јул 2015.       | Умаг, Хрватска          | Шљака     | Доминик Тим      | 4:6, 1:6                |
| Финалиста | 5.  | 27. септембар 2015. | Санкт Петербург, Русија | Тврда (д) | Милош Раонић     | 3:6, 6:3, 3:6           |
| Победник  | 2.  | 1. новембар 2015.   | Валенсија, Шпанија      | Тврда (д) | Роберто Б. Агут  | 3:6, 6:3, 6:4           |
| Финалиста | 6.  | 14. јануар 2017.    | Окланд, Нови Зеланд     | Тврда     | Џек Сок          | 3:6, 7:5, 3:6           |
| Финалиста | 7.  | 5. август 2017.     | Кицбил, Аустрија        | Шљака     | Филип Колшрајбер | 3:6, 4:6                |
| Победник  | 3.  | 6. мај 2018.        | Есторил, Португал       | Шљака     | Франсис Тијафо   | 6:4, 6:4                |
| Победник  | 4.  | 6. фебруар 2022.    | Пуна, Индија            | Тврда     | Емил Русувори    | 7:6(11:9), 4:6, 6:1     |
| Финалиста | 8.  | 21. мај 2022.       | Женева, Швајцарска (2)  | Шљака     | Каспер Руд       | 6:7(3:7), 6:4, 6:7(1:7) |

### Парови: 1 (0:1)
| Легенда                        |
| ------------------------------ |
| Гренд слем турнири (0:0)       |
| Завршно првенство сезоне (0:0) |
| АТП мастерс 1000 (0:1)         |
| АТП 500 (0:0)                  |
| АТП 250 (0:0)                  |

| Финала по подлози |
| ----------------- |
| Тврда (0:0)       |
| Шљака (0:1)       |
| Трава (0:0)       |

| Финала по локацији |
| ------------------ |
| Отворено (0:1)     |
| Дворана (0:0)      |

| Исход     | Бр. | Датум         | Турнир       | Подлога | Партнер            | Противници                | Резултат         |
| --------- | --- | ------------- | ------------ | ------- | ------------------ | ------------------------- | ---------------- |
| Финалиста | 1.  | 20. мај 2018. | Рим, Италија | Шљака   | Пабло Карењо Буста | Хуан С. Кабал Роберт Фара | 6:3, 4:6, [4:10] |